# Sandro Casamonica
Sandro Casamonica, soprannominato Zorba II, per l'anagrafe Alessandro Casamonica (Roma, 3 dicembre 1969), è un ex pugile italiano, campione nazionale (1997-1998) e campione intercontinentale WBO (1999) e WBA (2000-2001) dei pesi leggeri e sfidante al titolo europeo della stessa categoria e mondiale WBO dei superleggeri. Suo fratello Romolo Casamonica, anch'egli pugile, è stato olimpionico a Los Angeles 1984.

## Biografia

### Carriera da dilettante
Di etnia sinti, la sua carriera dilettantistica è stata condizionata dalla rivalità con il quasi coetaneo Michele Piccirillo. Ha vinto la medaglia di bronzo nei pesi piuma ai Campionati italiani dilettanti del 1988 a Lucca e, nei pesi leggeri, è stato vicecampione italiano a Saint-Vincent, nel 1989. 
Ai Campionati europei di pugilato dilettanti del 1989, ad Atene, ha vinto la medaglia di bronzo nei pesi piuma. È passato professionista nel 1992.

### Carriera da professionista
Esordisce tra i professionisti nei pesi leggeri. Dopo otto vittorie consecutive subisce la prima sconfitta, ai punti, dal congobelga Mazasi Kangodi che pure aveva sconfitto in precedenza, sempre ai punti. 
Al 17º match, Il 25 ottobre 1997, giunge alla sfida per il titolo italiano dei pesi leggeri, che fa suo a Cadelbosco di Sopra battendo Massimo Bertozzi per knock-out tecnico alla prima ripresa. Difende vittoriosamente la cintura contro Athos Menegola, battendolo per knock-out tecnico alla sesta ripresa e contro Gianni Gelli, per KO ugualmente alla sesta. 
Rinuncia al titolo italiano nel tentativo di conquistare il titolo europeo ma subisce una dura sconfitta per KOT all'ottavo round, l'8 maggio 1999, sul ring ostile di Bethnal Green, di fronte ai pugni del britannico Billy Schwer. Si rifa il 17 dicembre dello stesso anno, conquistando il titolo intercontinentale WBO mettendo KO alla quinta ripresa lo spagnolo Victor Baute sul ring di Trapani. 
Questa vittoria gli permette di sfidare l'imbattuto uzbeko residente in Germania Artur Grigoryan, per il titolo mondiale WBO dei pesi leggeri. Il match, disputato il 19 febbraio 2000 sul ring ostile di Neukölln, ha un esito sfortunato per il romano che è costretto a cedere per KOT alla nona ripresa.
Il 10 agosto 2001, a Catanzaro, Casamonica si aggiudica il titolo intercontinentale WBA battendo l'ungherese Zoltan Kalosai per KO alla quarta ripresa. Difende vittoriosamente la cintura intercontinentale il 9 novembre a Cagliari battendo ai punti il marocchino Abdelilah Taouil.
Il 2 agosto 2001, Casamonica tenta nuovamente la scalata al titolo europeo dei pesi leggeri ma nulla può di fronte al britannico Jason Cook che lo mette KO al terzo round sul ring di San Mango d'Aquino. Nel febbraio 2002 è dichiarato decaduto dal titolo intercontinentale WBA per non averlo messo in palio nei tempi previsti.
A questo punto Casamonica passa alla categoria superiore dei pesi superleggeri. Dopo cinque combattimenti vittoriosi – tutti ai punti – tenta l'avventura oltreoceano, per strappare al forte italoamericano Paulie Malignaggi il titolo intercontinentale WBC. Il 4 dicembre 2004, sul ring di Little Rock, il match è interrotto al settimo round a causa di un taglio causato da uno scontro accidentale e Casamonica è dichiarato sconfitto per decisione tecnica, essendo in svantaggio sui cartellini dei giudici. 
Dopo tale combattimento, Sandro Casamonica si ritira dal pugilato agonistico per aprire una palestra a Pomezia.